# Touro
Touro è un comune spagnolo di 3 979 abitanti situato nella comunità autonoma della Galizia.
Il comune è diviso in 19 parrocchie e il capoluogo è nella località di Fonte Díaz, nella parrocchia di Touro.